# Vysoký Tribeč
Vysoký Tribeč je geomorfologickou částí Velkého Tribča, podcelku pohoří Tribeč.  Leží ve střední části podcelku, severozápadně od Zlatých Moraviec. 

## Polohopis
Území se nachází ve střední, nejvyšší části pohoří Tribeč a zabírá centrální část podcelku Veľký Tribeč. Vytváří oválný pás území, protáhlý v západo-východním směru, severozápadně od Zlatých Moraviec. Vysoký Tribeč obklopují jen části pohoří Tribeč, jmenovitě na severu a severozápadě navazuje Hornonitrianske predhorie, jihozápadním a jižním směrem leží Zlatnianske predhorie, obě části podcelku Veľký Tribeč. Na východě sousedí Skýcovská vrchovina, která tvoří geomorfologickou část podcelku Rázdiel. 
Západní a severní úbočí Vysokého Tribča  patří do povodí Nitry, kam směřují i nejvýznamnější přítoky této části, Dršňa, Hradský potok a Vyčoma. Vodní toky z jižní části tečou jižním směrem do říčky Žitava, mezi nimi Čerešňový potok a Stránka. 

## Chráněná území
Celá střední část pohoří, včetně Vysokého Tribča, patří do Chráněné krajinné oblasti Ponitrie. Zvláště chráněné oblasti se zde nenacházejí, poblíž však leží chráněný areál Zubří obora v Topoľčiankách na jihu, národní přírodní rezervace Hrdovická, přírodní rezervace Kovarská hôrka a Solčiansky háj západním směrem. 

## Turismus
Turisticky atraktivní území je přístupné značenými stezkami z okolních obcí v podhůří. Nejnavštěvovanější je hlavní hřeben v úseku Veľký Tribeč - Malý Tribeč - Medvedí vrch, s pokračováním na Javorový vrch. Oblíbené lokality jsou také ruiny Čierného hradu v blízkosti obce Zlatno a okolní chráněná území.

### Vybrané vrcholy
- Veľký Tribeč (830 m n. m.)
- Malý Tribeč (769 m n. m.)
- Javorový vrch (731 m n. m. )
- Medvedí vrch (719 m n. m.)

### Turistické trasy
- po  červeně značené Ponitrianské magistrále z Kostolan pod Tribečom přes Veľký Tribeč do Zlatna
- po  modře značeném chodníku:
  - z Kovarce na Veľký Tribeč
  - ze Solčan přes Medvedí vrch a Malý Tribeč na rozc. Pustovníkova studňa
  - ze Zlatna do sedla Rakyta
- po  zeleně značeném chodníku ze Skýcova přes sedlo Rakyta na Medvedí vrch
- po  žluté trase:
  - zo Zlatna na Javorový vrch s odbočením na Čierny hrad
  - z Klátovej Novej Vsi na Javorový vrch [2]